# Galvanisk isolering

En transformator är ett vanligt sätt att isolera kretsar galvaniskt. Bilden visar en flybackomvandlare.

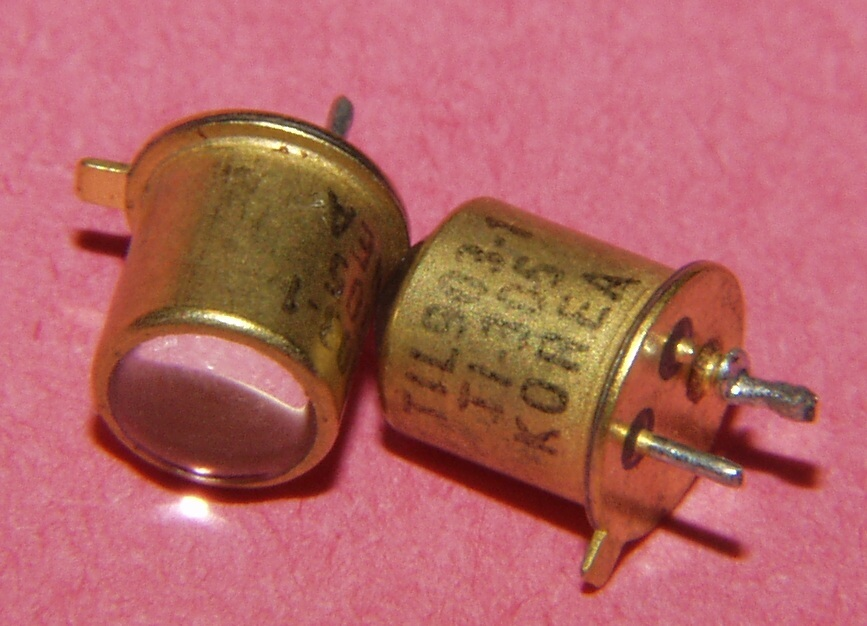
Till exempel kan fototransistorer används för att utan galvanisk koppling styra krafthalvledare för högspänd likström.

En optoisolator är en mycket populär metod för isolering i digitala kretsar.

Tvärsnitt av optoisolatorer med dubbla in-line-paket. Relativa storlekar av LED (röd) och sensor (grön) är överdrivna.

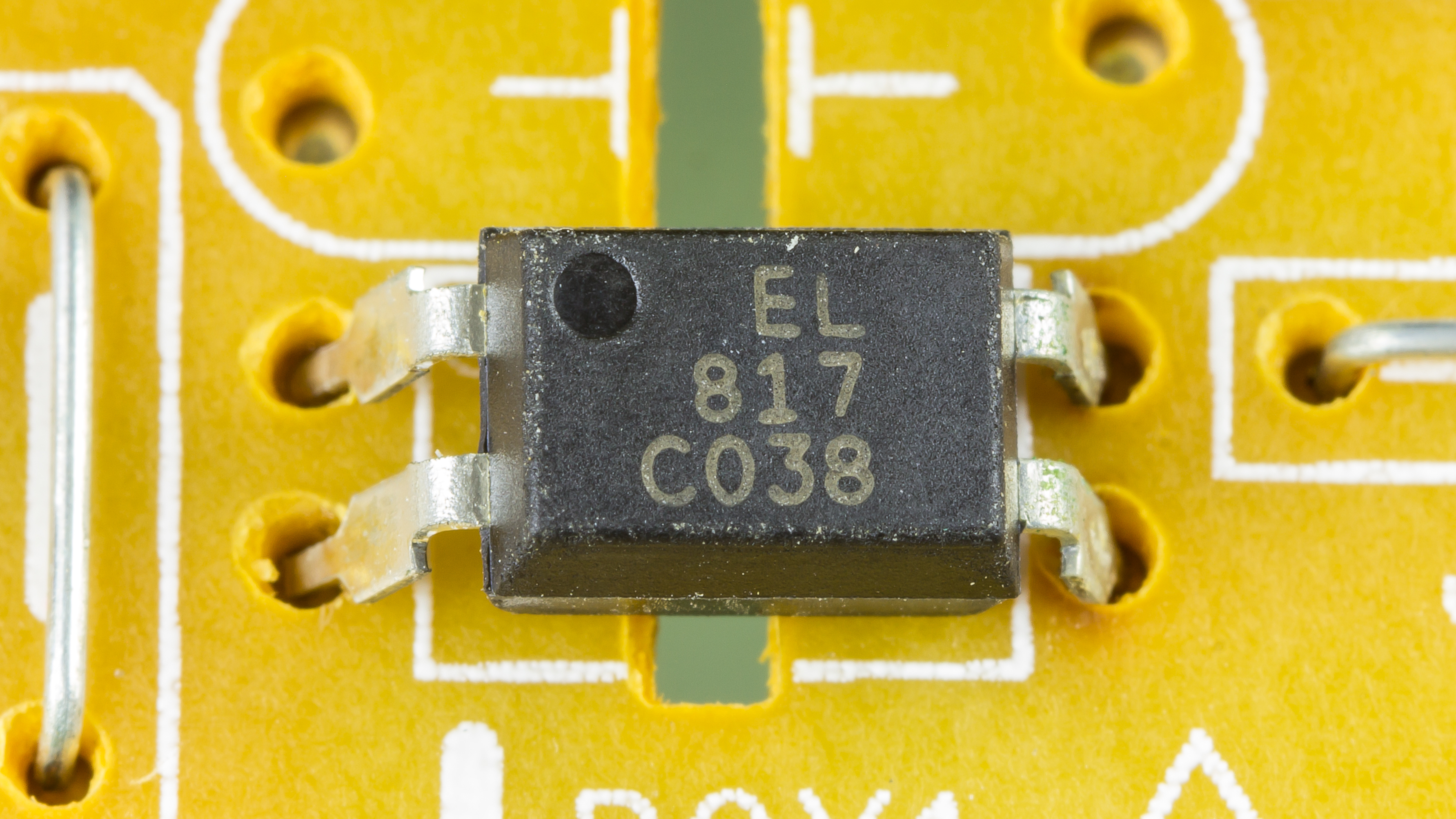
Everlight EL817 fototransistor optoisolator i DIP-4- paket

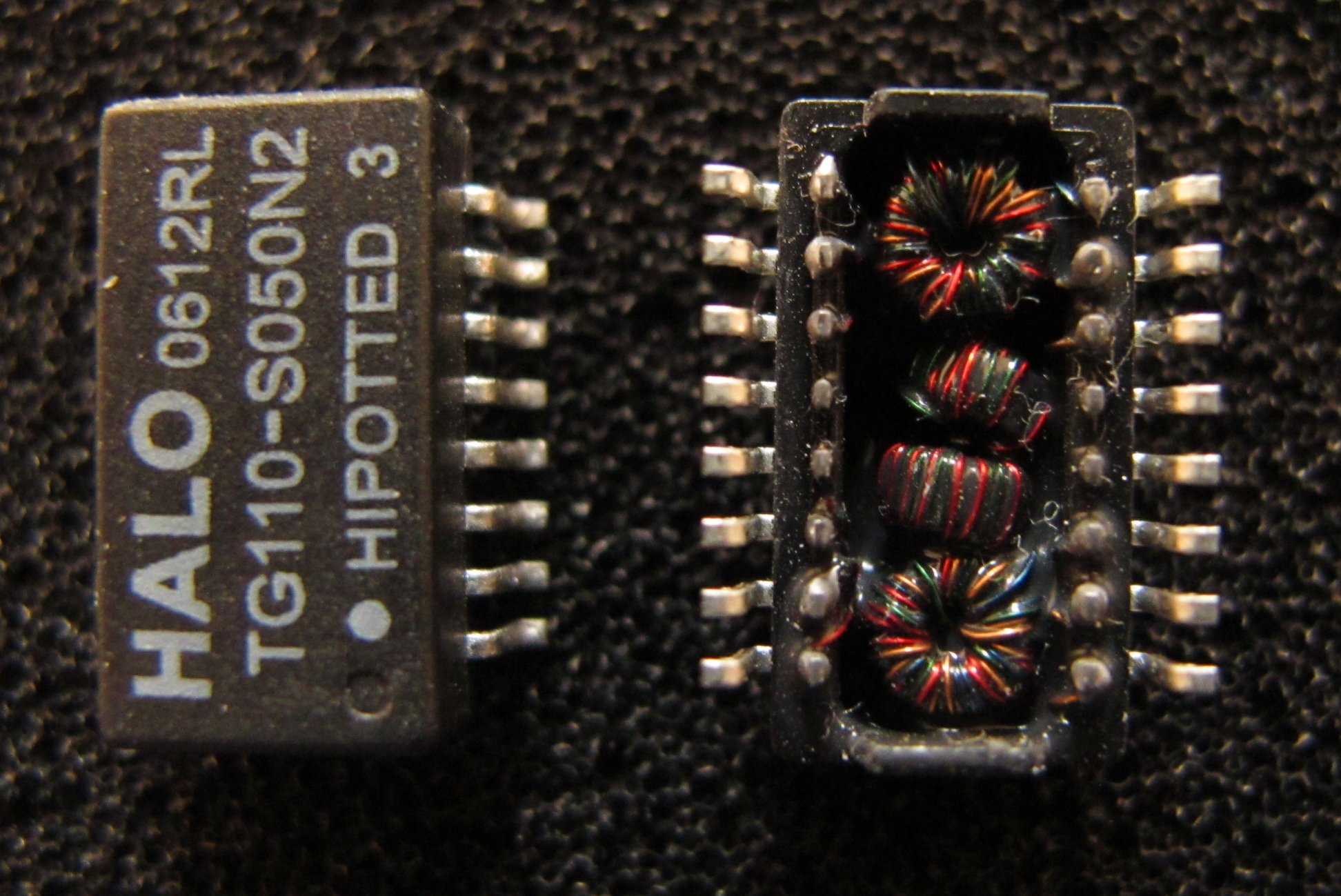
Halo TG110-S050N2RL 10/100BASE-TX Ethernet pulstransformator i SO-16 paket. Avlockat exempel till höger.

Galvanisk isolering är metoder för att isolera samverkande elektriska kretsar från varandra  så att ingen elektrisk ström kan passera mellan kretsarna.
Energi och information kan dock fortfarande passera mellan kretsarna men genom andra mekanismer än direkt strömledning, genom kapacitiv, induktiv, radiativ, optisk, akustisk eller mekanisk koppling. I till exempel en transformator är ingångssidans och utgångssidans lindningar galvaniskt isolerade från varandra. 
Galvanisk isolering används där två eller flera elektriska kretsar måste kommunicera, men deras jord kan ha olika potentialer. Det är en effektiv metod för att bryta jordslingor genom att förhindra oönskad ström från att flyta mellan två enheter som delar en jordledare.
För säkerhet och utrustningsskydd, kan optokopplare användas i ett system för att frikoppla ett funktionsblock från ett annat. Till exempel kan krafthalvledare som är anslutna till elnätet eller annan högre spänning styras via optokopplare av lågspänningskretsar som man vill hålla isolera galvaniskt från den högre spänningen.

## Metoder

### Transformator
Transformatorer är förmodligen det vanligaste sättet för galvanisk isolering. De används nästan universellt i nätaggregat eftersom de är en mogen teknik som kan bära betydande kraft. De används också för att isolera datasignaler i Ethernet över tvinnat par. Transformatorer kopplas ihop med magnetiskt flöde. Förutom för autotransformatorn är de primära och sekundära lindningarna på en transformator inte elektriskt anslutna till varandra. Spänningsskillnaden som säkert kan appliceras mellan lindningar utan risk för genombrott (isolationsspänningen) anges i kilovolt av en industristandard. Detsamma gäller magnetiska förstärkare och transduktorer. Medan transformatorer vanligtvis används för att öka eller sänka spänningarna, används isolationstransformatorer med förhållandet 1:1 mestadels i säkerhetstillämpningar samtidigt som spänningen hålls oförändrad. 
Om två elektroniska system har en gemensam jord är de inte galvaniskt isolerade. Den gemensamma jorden kanske inte normalt och avsiktligt har koppling till funktionella poler, men kan bli ansluten. Av denna anledning försörjer inte isoleringstransformatorer en GND/jordpol. 

### Optoisolator
Optoisolatorer överför information genom att modulera ljus. Sändaren (ljuskällan) och mottagaren (ljuskänslig enhet) är inte elektriskt anslutna. Vanligtvis hålls de på plats i en matris av transparent, isolerande plast eller i en integrerad krets. Optisk isolering är i allmänhet mycket begränsad i effektkapacitet, men den kan överföra datasignaler med mycket hög hastighet. En vanlig användning är för återkopplingssignalen i en switchande strömförsörjning, med den faktiska effekten överförd genom en högfrekvenstransformator. 

### Kondensator
Kondensatorer tillåter växelström (AC) att flyta, men blockerar likström (DC). De kopplar kapacitivt växelströmssignaler mellan kretsar som kan ha olika likspänningar eller inte.
Även om isolerad ström vanligtvis görs med en transformator, kan det också göras med kondensatorer och en H-brygga när begränsningarna av storlek och kostnad gynnar kondensatorer. Där kondensatorer används för isolering från strömförsörjningskretsar kan de ha speciell klassificering för att markera att de inte kan gå sönder i en kortslutning, eventuellt ansluta en enhet till högspänning eller utgöra en risk för elektriska stötar. I idealfallet, där chockrisksäkerhet krävs, bör antingen andra metoder för isolering användas i stället för kondensatorer eller bör dess värde beräknas korrekt enligt säkerhetsstandarder, eftersom det alltid finns ett strömflöde genom kondensatorn när den är ansluten i en växelströmskrets i serie konfiguration.

### Halleffekt
Hall-effektsensorer tillåter en induktor att överföra information magnetiskt över ett litet gap. Till skillnad från optoisolatorer innehåller de inte en ljuskälla med ändlig livslängd, och i motsats till ett transformatorbaserat tillvägagångssätt kräver de inte DC-balansering.

### Magnetresisten
Magnetokopplare använder jättemagnetoresistans (GMR) för att koppla från AC ner till DC.

### Relä
I ett relä aktiverar styrsignalen en spole som alstrar ett magnetfält som drar i ett elektriskt isolerat ankare med kopplingskontakter. Omkopplingskontakterna kan vara normalt slutna (öppnar när spolen är spänningssatt) eller normalt öppna (sluter när spolen är spänningssatt). Reläer överför inte effekt som en transformator, men relativt lite spoleffekt kan styra en mycket högre effektkrets, vilket gör dem till en slags förstärkare. De används mycket ofta för kontrollapplikationer där de två sidorna arbetar med olika spänningar eller på annat sätt kräver galvanisk isolering. Stora reläer kan koppla om mycket höga strömmar, men de är begränsade i hastighet och tillförlitlighet av sin mekaniska natur. En allt vanligare tillämpning är i EVSE (Electric Vehicle Supply Equipment) där ett högeffektsrelä aktiverar matningskabeln först när den är ordentligt ansluten till fordonet och båda ändar är redo att överföra ström.   

## Användning
Optokopplare används inom ett system för att frikoppla ett funktionsblock från ett annat anslutet till elnätet eller annan högspänning, för säkerhet och utrustningsskydd. Till exempel kan effekthalvledare anslutna till nätspänningen omkopplas av optokopplare som drivs från lågspänningskretsar, som inte behöver isoleras för den högre nätspänningen.
Transformatorer tillåter utsignalen från en enhet att "flyta" i förhållande till jord för att undvika potentiella jordslingor. Strömisoleringstransformatorer ökar säkerheten för en enhet så att en person som rör en strömförande del av kretsen inte kommer att få ström genom dem till jord. Till exempel kan eluttag avsedda för elektrisk rakapparat använda en isoleringstransformator för att förhindra en elektrisk stöt om rakapparaten skulle tappas i vatten, även om en jordfelsbrytare ger jämförbart skydd för apparater med låg- och högeffekt.